# Coratxà
Coratxà és un poble situat dins el terme municipal de la Pobla de Benifassà, a la Tinença de Benifassà (el Baix Maestrat, País Valencià).

## Geografia
Coratxà està situat al cim d'un turó a 1231 metres d'altura sobre el nivell del mar, la qual cosa situa la població com la més elevada de la Tinença de Benifassà i un dels llocs poblats més alts del País Valencià.
La seua orografia és totalment muntanyenca. Històricament es trobava en un dels camins de trànsit entre el Mediterrani i l'Aragó, l'anomenat canal de Pavia o Coratxà.
Enclavat dins la Tinença de Benifassà, Coratxà se situa prop dels ports de Morella, de Beseit i del Matarranya. Es troba a 3 hores a peu d'Herbers i una distància similar de Castell de Cabres.

## Història
La Carta Pobla de Coratxà data de 1237 i va ser atorgada per Blasc d'Alagó, qui va donar la població a l'orde del Cister. Jaume I va confirmar aquesta donació l'any 1235. En 1280 la població va passar a mans del monestir de Santa Maria de Benifassà, ja que Coratxà estava situada al seu territori d'influència i l'abat de Benifassà ho havia reclamat des de 1267.
El poble va ser destruït per les tropes de Felip V d'Espanya durant la Guerra de Successió Espanyola al segle xviii, la qual cosa va originar una àmplia plaça dins del poble.
Tradicionalment per Coratxà passaven alguns romiatges, com els que anaven des de Vallibona a Pena-roja. Va ser un poble independent fins als anys 70 del segle xx, quan va passar a formar part del municipi de la Pobla de Benifassà.

## Monuments d'interés
- Església parroquial de Sant Jaume de Coratxà. Antiga església construïda entre el 1240 i el 1260 sobre un promontori a uns 200 metres del nucli urbà. Està catalogada com Bé de rellevància local per la Generalitat Valenciana.

## Festivitats
Les festes tradicionals de Coratxà són Pentecosta o Pasqua Granada i Sant Jaume.